# App.net
App.net war ein webbasiertes soziales Netzwerk, das von 8. August 2012 bis zum 14. März 2017 betrieben wurde. Der Mikroblogging-Dienst erlaubte es Nutzern, bis zu 256 Zeichen pro Nachricht zu verwenden. Die Betreiber von App.net stellten einen Webzugang namens Alpha zur Verfügung, forderten ihre Nutzer allerdings auf, Anwendungen von Drittanbietern zu verwenden. Seit 25. Februar 2013 war es möglich, über einen zahlenden Nutzer einen kostenfreien, eingeschränkten Zugang zu App.net zu bekommen. Nutzer mit kostenfreiem Zugang konnten Nachrichten von bis zu 40 Profilen folgen. 
Die US-Zeitschrift Time führte App.net als eine der besten 50 Webseiten im Jahr 2013.
Im Mai 2014 gab die Firma bekannt, alle Mitarbeiter zu entlassen. Am 12. Januar 2017 wurde bekanntgegeben, dass der Service zum 14. März 2017 eingestellt wird.